# 鈴木玲美
鈴木 玲美（すずき なるみ、1981年9月17日 - ）は東京電力女子サッカー部マリーゼ（TEPCOマリーゼ）に所属していた女子サッカー選手。福島県いわき市出身。東京女子体育大学卒。身長153cm。ポジションはフォワード。ニックネームは、リン。得意なプレーはダイビングヘッド。憧れの選手はロナウドとティエリ・アンリ。

## 経歴
2002年、全日本大学女子サッカー選手権大会で準優勝を経験。
2004年、さいたまレイナスに入団したが僅か半年で退団し、同年YKK APフラッパーズ（→TEPCOマリーゼ）に移籍した。
2007年シーズンをもって現役引退した。

## 日本女子サッカーリーグの成績
| 年   | クラブ                         | リーグ                      | 背番号 | ポジション | 試合 | 得点 |
| ---- | ------------------------------ | --------------------------- | ------ | ---------- | ---- | ---- |
| 2004 | さいたまレイナス               | L・リーグ1部 (L1)           | 23     | FW         | 0    | 0    |
| 2004 | YKK APフラッパーズ             | L・リーグ1部 (L1)           | 17     | FW         | 0    | 0    |
| 2005 | 東京電力女子サッカー部マリーゼ | L・リーグ1部 (L1)           | 17     | FW         | 15   | 1    |
| 2006 | 東京電力女子サッカー部マリーゼ | なでしこリーグディビジョン1 | 17     | FW         | 9    | 0    |
| 2007 | 東京電力女子サッカー部マリーゼ | なでしこリーグディビジョン2 | 9      | FW         | 2    | 0    |